# Jonna van de Velde
Jonna van de Velde (Noordwijkerhout, 4 november 2001) is een Nederlands voetbalspeelster. Ze speelt als verdediger voor Ajax in de Vrouwen Eredivisie.

## Carrière
Van de Velde begon in de jeugd bij SC Buitenveldert en VVSB te Noordwijkerhout. Ze speelt als middenvelder voor Ajax, dat haar vanuit de KNVB-opleiding van CTO Amsterdam overnam. In oktober 2018 speelde ze haar eerste wedstrijd voor het eerste team van Ajax. In mei 2019 tekende ze haar eerste contract bij Ajax.
Op 27 juli 2022 maakte Ajax bekend dat Van de Velde een knieblessure had opgelopen waardoor ze het volledige seizoen 2022/23 moest missen. Op 29 juni 2022 verlengde ze haar contract bij Ajax tot medio 2025. In het seizoen 2023/24 maakte Van de Velde haar rentree bij de Amsterdammers. Met Ajax wist ze dat seizoen de knock-outfase van de Champions League te halen. Op 14 februari 2024 verlengde Van de Velde haar contract in Amsterdam tot medio 2027.

## Statistieken
| Seizoen | Club   | Competitie         | Competitie | Competitie | Beker | Beker | Overig | Overig | Totaal | Totaal |
| Seizoen | Club   | Competitie         | Wed.       | Dlp.       | Wed.  | Dlp.  | Wed.   | Dlp.   | Wed.   | Dlp.   |
| ------- | ------ | ------------------ | ---------- | ---------- | ----- | ----- | ------ | ------ | ------ | ------ |
| 2018/19 | Ajax   | Vrouwen Eredivisie | 2          | 0          | 0     | 0     | 0      | 0      | 1      | 0      |
| 2019/20 | Ajax   | Vrouwen Eredivisie | 5          | 0          | 0     | 0     | 0      | 0      | 0      | 0      |
| 2020/21 | Ajax   | Vrouwen Eredivisie | 9          | 2          | 0     | 0     | 5      | 1      | 14     | 3      |
| 2021/22 | Ajax   | Vrouwen Eredivisie | 12         | 1          | 4     | 1     | 0      | 0      | 16     | 2      |
| 2022/23 | Ajax   | Vrouwen Eredivisie | 0          | 0          | 0     | 0     | 0      | 0      | 0      | 0      |
| 2023/24 | Ajax   | Vrouwen Eredivisie | 6          | 0          | 1     | 1     | 4      | 0      | 11     | 1      |
| 2024/25 | Ajax   | Vrouwen Eredivisie | 13         | 0          | 0     | 0     | 3      | 0      | 16     | 0      |
| Totaal  | Totaal | Totaal             | 52         | 4          | 5     | 1     | 12     | 1      | 69     | 6      |

Bijgewerkt t/m 14 februari 2025.

## Interlandcarrière
In maart 2016 kwam Van de Velde voor het eerst uit voor Oranje O15.
In 2019 speelde Van de Velde voor Oranje O19 op het EK.
1 Van Eijk ·
3 Van der Veen ·
4 Den Turk ·
6 Van de Velde ·
7 Van Egmond ·
8 Spitse  ·
9 Tolhoek ·
12 Van Hensbergen ·
13 Niënhuis ·
15 Kaagman ·
16 Noordman ·
17 Jansen ·
18 Keijzer ·
19 T. Hoekstra ·
20 Yohannes ·
21 Van Gool ·
22 Sabajo ·
23 Keukelaar ·
24 De Klonia ·
25 De Sanders ·
26 Kardinaal ·
27 Buikema ·
31 Van der Wal ·
Coach: De Reus
· Assistent-coach: Luiten